# حسن فتحي
حسن فتحي (23 مارس 1900 - 30 نوفمبر 1989) هو معماري مصري بارز. من مواليد مدينة الإسكندرية، وتخرج من المهندس خانة (كلية الهندسة حاليًا) بجامعة فؤاد الأول (جامعة القاهرة حاليًا). اشتهر بطرازه المعماري الفريد الذي استمد مصادره من العمارة الريفية النوبية المبنية بالطوب اللبن ومن البيوت والقصور بالقاهرة القديمة في العصرين المملوكي والعثماني. تعد القرنة التي بناها لتقطنها 3200 أسرة جزءا من تاريخ البناء الشعبي الذي أسسه بما يعرف عمارة الفقراء.
يعد بروفيسور عالمي لثلاث لغات، مهندساً وهاوي موسيقي وكاتب مسرحي ومخترع، صمم ما يقارب 160 مشروع منفصل، بدءاً من معتكفات البلد المتواضعة وانسحبت إلى المجتمعات المخطط لها بالكامل مع الشرطة والخدمات الطبية والأسواق والمدارس والمسارح والساحات وأماكن للعبادة والترفيه والاستراحة، تضمنت هذه المجتمعات العديد من المباني الوظيفية مثل مرافق غسيل الملابس والأفران والآبار، لقد استخدم أساليب ومواد التصميم القديمة، بالإضافة إلى معرفة الوضع الاقتصادي في الريف المصري مع معرفة واسعة بتقنيات التصميم المعماري والمدن القديمة، ولقد قام بتدريب السكان المحليين على صنع المواد الخاصة بهم وبناء المباني الخاصة بهم أيضا.
بدأ فتحي التدريس في كلية الفنون الجميلة عام 1930، حصل على كثير من الإشادات الدولية من أجل مشاركته في بناء كوريا التي تقع على الجهة الغربية للمدينة الأقصر، وكان سبب البناء إعادة توطين اللصوص الذين اعتادوا على سرقة المقابر في منطقة وادي الملوك ووادي الملكات، حصل هذا العمل على الكثير من المدح في أسبوعية بريطانيا المعروفة في عام 1947، بعد فترة وجيزة حصل هذا العمل على الإشادة أيضاً في المجلة المهنية البريطانية، ونشرت الكثير من المقالات التي تتحدث عن هذا المشروع بلغات أخرى مثل اللغة الإسبانية والفرنسية والهولندية، وفي عام 1953 عاد فتحي إلى القاهرة وقد ترأّس القسم المعماري لكلية الفنون الجميلة عام 1954.
شارك حسن فتحي في تصميم وكذلك الإشراف على بناء المدارس للوزارة التربية والتعليم المصرية، في سنة 1957 أُحبط فتحي بالبيروقراطية وكان مقتنعاً بأن تصميم البنايات بأساليب تقليدية مناسباً لمناخ المنطقة الذي كان من شأنه يتكلم بصوتٍ اعلى من الكلمات وانتقل إلى أثينا ليتعامل مع المخططين الدوليين، لإدارة مبادئ التصميم الإكستيكالي، عمل كمحامي لحلول الطاقة الطبيعية التقليدية في مشاريع رئيسية مجتمعية للعراق وباكستان، قام بالسفر والبحث الموسع للبرنامج «مدن المستقبل» في أفريقيا.
بعد عودته إلى القاهرة في عام 1963 انتقل إلى درب اللبانة، بالقرب من قلعة القاهرة، عاش فيها وعمل لبقية حياته، كما وأنه ألقى خُطب واستشارات خاصة، لقد كان رجلاً له رسالة مثبتة في عصر يبحث عن بدائل في الوقود والتفاعلات الشخصية والدعم الاقتصادي، ترك أول منصب عالمي رئيسي له، في الجمعية الأمريكية لتقُدم العلوم في بوسطن، في عام 1969 لاستكمال رحلات متعددة في السنة كعضو نقدي رائد في المهنة المعمارية، نُشر كتاب رسمي له حول (جورنا)، والذي كان في طبعة محدودة في عام 1969، أصبح ذو نفوذاً أكثر عام 1973 عندما حصل على لقب إنجليزي جديد،"Architecture for the poor".
بعد فترة قصيرة من مشاركته في مؤتمر الموئل الأول للأمم المتحدة في عام 1976 في فانكوفر شكلا بشكل كبير بقية أنشطته، حيث بدأ العمل في اللجنة التوجيهية لجائزة الآغاخان للهندسة المعمارية وأسس ووضع مبادئ توجيهية للمعهد التكنولوجيا المناسبة التابع له، وفي عام 1980 حصل على جائزة (بلزان) للعمارة والتخطيط الحضاري، وجائزة سبل العيش المناسبة.
صمم فتحي المسجد والمدرسة التي شيدت من الطوب اللبن في دار السلام، وهو مركز تعليمي بالقرب من أبيك،  نيومكسيكو في الولايات المتحدة الأمريكية، وتم الانتهاء من المباني الرئيسية في عام 1981، كما وافتتح دار الإسلام في عام 1982، وهو ممن شغلوا عدة مناصب حكومية.
وفي 23 مارس 2017، احتفلت شركة جوجل بذكرى ميلاد المعماري الشهير حسن فتحي الـ "117" وذلك من خلال شعار احتفالي خاص ظهر على موقعها المخصص للبحث في الدول العربية والعديد من الدول الأوروبية ودول أمريكا الجنوبية واليابان وكوريا الجنوبية، وقالت جوجل أن حسن فتحي كان مهتما ببناء المجتمعات أكثر من تشييد المباني، وأن الراحل كان رائدا في تقديم نماذج لمباني تحترم تقاليد الأماكن وتراعي جميع مناحي الحياة.

## سيرته
ولد المعماري حسن فتحي في 23 مارس عام 1900، بمحافظة الإسكندرية، مصر، لأسرة مصرية ثرية. انتقل في الثامنة من عمره مع أسرته للإقامة بحلوان جنوب القاهرة. عاش طول حياته في منزل بدرب اللبانة بحي القلعة بمدينة القاهرة. كان له ثلاث أخوة; الأكبر محمد الذي التحق بمدرسة الحقوق (كلية الحقوق) ثم عمل بالسلك القضائي، لكن غلبت عليه موهبته الفنية التي ترك من أجلها العمل بالقضاء. أخوه الآخر علي تخرج من كلية الهندسة وعمل بالتعليم الجامعي حتى أصبح عميد كلية الهندسة بجامعة الإسكندرية  وعبد الحميد' والذي كان يعمل كتاجر وكان مساعدا للفقراء. تأثر فتحي بالريف وبحالة الفلاحين أثناء زيارته له وهو في سن الثامنة عشر، وكان يود أن يكون مهندس زراعي، لكنه لم يستطع الإجابة في امتحان القبول. حصل فتحي على دبلوم العمارة من المهندس خانة (كلية الهندسة حالياً) بجامعة الملك فؤاد الأول (جامعة القاهرة حاليًا)، .
عمل بعد تخرجه مهندسًا بالإدارة العامة للمدارس بالمجالس البلدية (المجالس المحلية حالياً)، وكان أول أعماله مدرسة طلخا الابتدائية بريف مصر ومنها أتى اهتمامه بالعمارة الريفية أو كما كان يسميها عمارة الفقراء. ثم كُلّف بتصميم دار للمسنين بمحافظة المنيا بجنوب مصر، وأمره رئيسه بأن يكون التصميم كلاسيكيًا، فلم يقبل فتحي تدخله واستقال من العمل في عام 1930. عاد إلى القاهرة وقابل ناظر مدرسة الفنون الجميلة -كان فرنسي الجنسية- فقبله كأول عضو مصري في هيئة التدريس، ولم يقم بتدريس العمارة الريفية طوال فترة تدريسة نظرًا لانتشار العمارة الكلاسيكية في هذا الوقت حتى عام 1946، ثم كُلّف بوضع تصميم لمشروع قرية القرنة بالأقصر، عام 1946. عُيّن رئيس إدارة المباني المدرسية بوزارة المعارف (وزارة التربية والتعليم حاليًا) من عام 1949 حتى 1952، في أثناء هذه الفترة عمل كخبير لدى منظمة الأمم المتحدة لإغاثة اللاجئين. ثم عاد للعمل بمدرسة الفنون الجميلة من عام 1935 إلى غاية عام 1957 الذي تزوج فيه من السيدة عزيزة حسنين شقيقة أحمد حسنين باشا الرحالة والمستكشف المصري.
غادر مصر عام 1959 للعمل لدى مؤسسة دوكسياريس للتصميم والإنشاء بأثينا، اليونان، لمدة عامين ثم عاد لمصر مرة أخرى. كان سبب تركه لمصر روتين النظام الحكومي وفشله في إقامة العديد من المشروعات. ترأس في الفترة المُمتدة ما بين عامي 1963 و 1965 مشروعًا تجريبيًا لإسكان الشباب تابع لوزارة البحث العلمي المصرية. في 1966 عمل كخبير لدى منظمة الأمم المتحدة في مشروعات التنمية بالمملكة العربية السعودية. عمل كخبير بمعهد أدلاي أستفسون بجامعة شيكاغو بين عامي 1975 و 1977. توفي حسن فتحي وهو في 89 من عمره في 30 نوفمبر 1989.

## فكره
بدأ فتحي أولى خطواته المعمارية عام 1928 وكان أول مشروع له هو مدرسة طلخا الابتدائية التي غلب عليها الطابع الكلاسيكي الذي درسه بكلية الفنون الجميلة. وتضم أعماله الأولى بالفترة ما بين عامي 1928 و 1945.
فتحي يُدعى بلقب المهندس تقديراً لأهمية إسهام فتحي في الهندسة المعمارية العالمية أصبح واضحاً فقط مع انتهاء القرن العشرين، حالات الطقس، اعتبارات الصحة العامة، ومهارات الحرف القديمة أثرت أيضا على قرارات تصميمه على أساس الهيكل المفقود للمباني القديمة، فتحي قام بدمج حوائط من الحجارة الكشفية وأشكال فناء تقليدية للتوفر التبريد السلبي.
أجرت قصص الحياة الوطنية مقابلة تاريخية عبر الفم (467/37) مع حسن فتحي عام 1986 للمجموعة من المهندسين المعماريين الذين يعيشون في المكتبة البريطانية.

## قرية القرنة

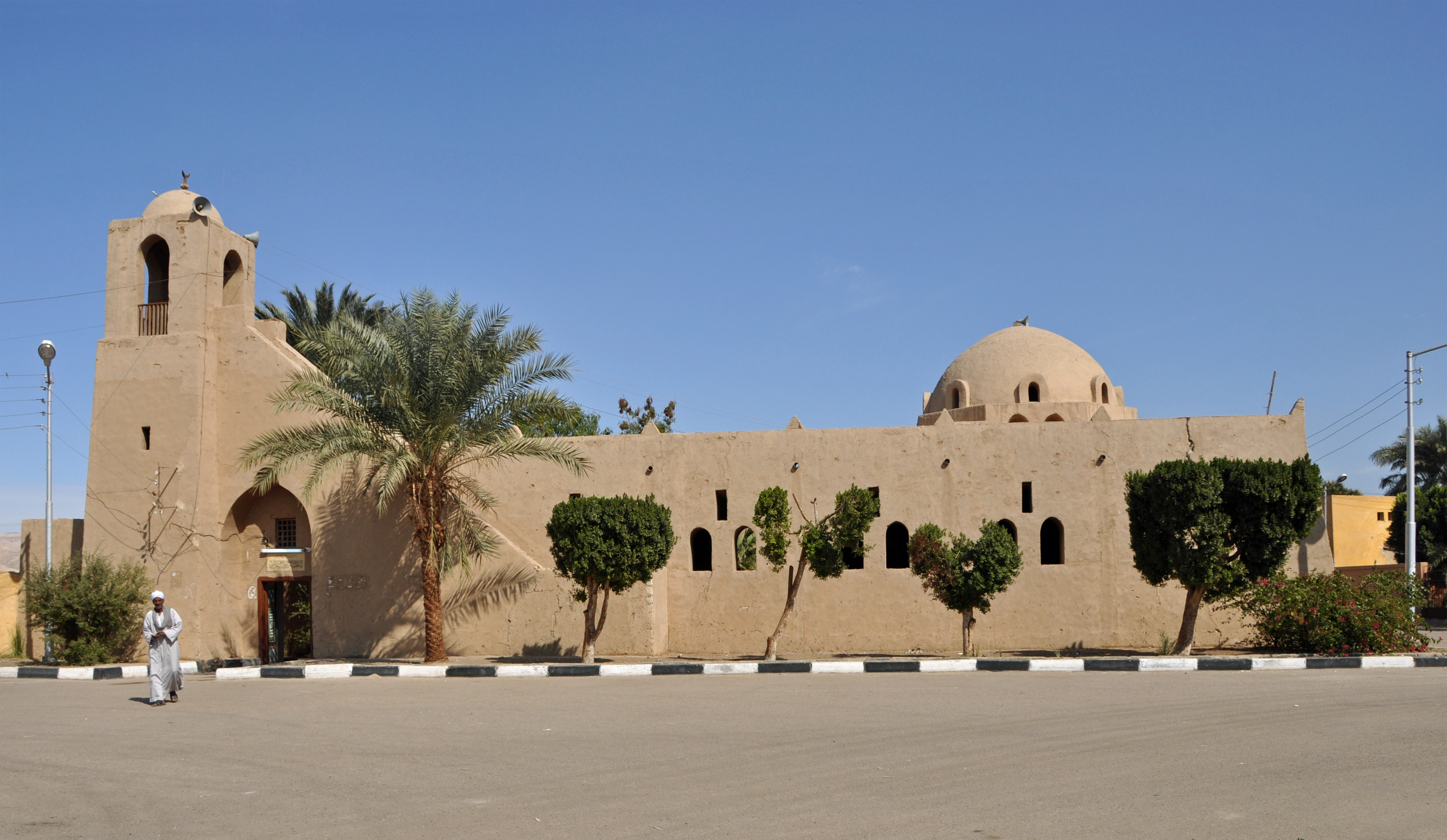
مسجد القرنة الجديدة

قرية القرنة الجديدة بغرب مدينة الأقصر في مصر، بدأ فيها عام 1946م. وكانت لقرية القرنة شهرة عالمية بسبب كتاب عمارة الفقراء، الذي يسرد فيه قصة بنائها. وأنشئت القرية لاستيعاب المهجرين من مناطق المقابر الفرعونية بالبر الغربي لإنقاذها من السرقات والتعديات عليها، وخصوصًا بعد أن اكتشف المختصين وعلماء الآثار سرقة نقش صخري بالكامل من أحد القبور الملكية، فصدر قرار بتهجيرهم من المقابر، وإقامة مساكن بديلة لهم. وخصّصت الدولة ميزانية قدرها مليون جنيه لبناء القرية الجديدة، وتم اختيار الموقع ليكون بعيدًا عن المناطق الأثرية وقريبًا من السكك الحديدية والأراضي الزراعية.
بدأ حسن فتحي المرحلة الأولى من مشروع بناء القرية ببناء 70 منزلًا، بحيث يكون لكل منزل صفة مميزة عن الآخرين حتى لا يختلط الأمر على السكان. واعتمد في تصميم المنازل على الخامات والمواد المحلية، وظهر تأثّره بالعمارة الإسلامية. كانت للقباب تصميمها الفريد والتي استخدمت بدلاً من الأسقف التي تعتمد على الألواح الخشبية أو الأسياخ الحديدية المعتادة. تم تخصيص بابٍ إضافيٍ في المنازل للماشية، التي يقتنيها سكان المنطقة، كنوع من أنواع العزل الصحي، حفاظًا على سلامة الأفراد.
شُيّدت ثلاث مدارس بالقرية؛ الأولى للأولاد والثانية للبنات. أما الثالثة فكانت مدرسة لتعليم الحِرف اليدوية التي اشتهرت بها منطقة القرنة، مثل الألباستر والغزل والنسيج وصناعة منتجات النخيل، كما حاول من خلال هذه المدرسة الحفاظ على روح الإبداع الفرعونية في الأجيال الجديدة. ومثلما اهتم فتحي بالجانب التعليمي لم يغفل الجانب الديني الذي يميز أهل القرية، أو الجانب الترفيهي لتعويضهم عن منازلهم التي تم تهجيرهم منها عنوة، حيث عمل فتحي على إنشاء مسجد كبير في مدخل القرية حمل أجمل النقوش المعمارية في تصميمه، حيث تأثر فيه بالفن المعماري الطولوني ممتزجا مع الفن الإسلامي في العهد الفاطمي، وفيما يخص الجانب الترفيهي قام فتحي بإنشاء قصر ثقافة حمل اسمه، ومسرحًا مبنيًا على الطراز الروماني، إلى جانب حمام سباحة.

## أعماله الأخرى
| العام | الموقع             | العمل |
| ----- | ------------------ | --- |
| 1930  | القاهرة            | مطبعة الكاشكاشين بشارع الدخيلة، حي بولاق، بالقاهرة. صُمّمت لمصطفى بك الكاشكاشين من النمط الحديث.                                                             |
| 1930  | القاهرة            | كشك لا جيادينارا ببولاق القاهرة وتجلت ميزاته في استخدام الحوائط القائمة واستغلال المساحات.                                                                 |
| 1930  | القاهرة            | فيلا حسني عمر بالجيزة منزل ذو طابع حديث تم تصميمه بالتعاون مع أحمد عمر الذي كان قريب لصاحب الفيلا التي كانت من أوائل المباني التي أنشئت طبقاً للنمط العالمي |
| 1930  | فم الخليج بالقاهرة | فيلا صدي البرية |
| 1932  | القاهرة            | كازينو البسفور يقع بميدان رمسيس القاهرة وتعامل فيها مع قطعة أرض تقع بزاوية وأحد جوانبها مقوس.                                                              |
| 1934  | القاهرة            | فيلا عزمي بك عبد الملك، استخدم فيها النمط الغربي في توزيع الحجرات حول طالة                                                                                 |
| 1934  | القاهرة            | فيلا البيلي، منزل ومتاجر مدكور الموسكي القاهرة |
| 1937  | القاهرة            | فيلا جرافيس كانت نقطة تحول في أعماله إلى الاتجاه الجديد والمتعارف عليه، مملوكة للسيدة إيزابيل جرافيس                                                       |
| 1937  | الفيوم             | فيلا طاهر العمري بك |
| 1938  | الجيزة             | فيلا الحريني |
| 1938  | الجيزة             | فيلا محمد فتحي |
| 1938  | القاهرة            | فيلا حياة |
| 1938  | القاهرة            | فيلا حشمت |
| 1940  | القاهرة            | فيلا بدران |
| 1940  | كفر الهيما         | استراحة البقلية |
| 1940  | الفيوم             | مزرعة الفيوم |
| 1940  |                    | مستشفيات قروية |
| 1941  |                    | فيلا إسماعيل عبد الرازق أبو جيرج |
| 1941  |                    | فيلا فريد بك الشلقان |
| 1941  | بهتيم              | مزرعة الجمعية الملكية الزراعية |
| 1941  | كفر الهيما         | استراحة تكلا باشا |
| 1942  | سفاجا              | استراحة شركة تعدين |
| 1942  | القاهرة            | منزل الفنان حامد سعيد |
| 1942  | عزبة البصري        | منزل نموذجي بعزبة البصري |
| 1943  | بني مزار، المنيا   | فيلا حسن عبد الرازق |
| 1943  | القاهرة            | فيلا سيد البكري |
| 1945  | الفيوم             | منزل حمدي سيف النصر |
| 1945  | سمالوط             | منزل فوزي بك قليني |
| 1946  | القاهرة            | ضريح حسنين |
| 1947  | الجيزة             | منزل طوسون أبو جبل |
| 1948  | الزقازيق           | مسكن عيد |
| 1949  | القاهرة            | فيلا عزيزة هانم حسنين |
| 1950  | قنا                | مصنع سيراميك |
| 1950  | قنا                | مركز ثقافي |
| 1950  | الجيزة             | لؤلؤة الصحراء |
| 1950  | الجيزة             | بيت المناستيرلي |
| 1950  | البنجاب، الهند     | مسجد بمدينة البنجاب |
| 1950  | الأقصر             | منزل ستوبلير |
| 1951  | القاهرة            | فيلا زكي |
| 1952  | القدس، فلسطين      | مصنع قرميد |
| 1954  | الفيوم             | قرية ميت النصارى |
| 1955  | اسوان              | استراحة الإسكندرية |
| 1955  | الجيزة             | فيلا محمد موسي |
| 1957  | الجيزة             | توسعة قرية الحرانية |
| 1957  | قرية فارس          | مدرسة فارس |
| 1957  | غزة، فلسطين        | اسكان اللاجئيين العرب |
| 1958  | المسيب، العراق     | برنامج الاسكان في العراق |
| 1959  | الخارجة            | استراحة شركة باوم ماربينت |
| 1960  | القاهرة            | شقة علي بك فتحي |
| 1960  |                    | مطعم عطية |
| 1960  | القاهرة            | منزل معروف محمود معروف |
| 1960  |                    | حظائر التهامي |
| 1960  | نيامي، النيجر      | فيلا سفير نيجيريا |
| 1960  | الجزائر            | جامعة بالجزائر |
| 1960  | باكستان            | مسجد كبير بباكستان |
| 1962  | أسوان              | المعهد العالي للفنون الشعبية |
| 1963  | حيدر آباد، الهند   | فيلا شيري زاهر أحمد |
| 1964  | أثينا، اليونان     | منزل كار |
| 1965  | القاهرة            | منزل رشدي سعيد |
| 1967  | الجيزة             | منزل فؤاد رياض |
| 1967  | القاهرة            | شقة شهيرة محرز |
| 1980  | الجيزة             | منزل ميت ريحان، أو قصر نازلي كاساروني |

## مؤلفاته
- قصة مشربية:
- قصة قريتين نشرته وزارة الثقافة المصرية عام 1969 م [18]
- قصة " Le Pays d`Utopie " في مجلة " La Revue du Caire ".
- كتاب عمارة الفقراء :
- كتاب العمارة والبيئة :
- كتاب الطاقة الطبيعية والعمارة التقليدية : مبادئ وأمثلة من المناخ الجاف الحار"، جامعة الأمم المتحدة ->طوكيو، المؤسسة العربية للدراسات والنشر، الطبعة الأولى 1988.

## أقواله
| حسن فتحي | هناك 800 مليون نسمة من فقراء العالم الثالث محكوم عليهم بالموت المبكر بسبب سوء السكن، هؤلاء هم زبائني | حسن فتحي |

| حسن فتحي | كمهندس، طالما أملك القدرة والوسيلة لإراحة الناس فإن الله لن يغفر لي مطلقًا أن أرفع الحرارة داخل البيت 17 درجة مئوية متعمًدا | حسن فتحي |

| حسن فتحي | الحداثة لا تعني بالضرورة الحيوية، والتغير لا يكون دائما للأفضل | حسن فتحي |

| حسن فتحي | شخص لا يستطيع بناء منزله ولكن عشرة أشخاص يستطيعون بناء عشرة منازل لهم | حسن فتحي |

| حسن فتحي | إن الله قد خلق في كل بيئة ما يقاوم مشكلاتها من مواد وذكاء المعماري هو في التعامل مع المواد الموجودة تحت قدميه لأنها المواد التى تقاوم قسوة بيئة المكان | حسن فتحي |

## المناصب الشرفية
- عضو المجلس الأعلى للفنون والآداب – مصر.
- عضو شرف مركز الأبحاث الأمريكية – القاهرة.
- رئيس لمجمع الدائرة المستديرة الدولية لتخطيط عمارة القاهرة بمناسبة عيدها الألفي.
- عضو شرف المعهد الأمريكي للعمارة.
- رئيس شرف المؤتمر الدائم للمعماريين المصريين الأول 1985 والثاني 1986 والثالث 1987 والرابع 1988
- عضو لحنة تحكيم جائزة الآغاخان في العمارة من 1976 إلى 1980.

## الجوائز
الجوائز التي حصل عليها من  مصر
- 1959، جائزة الدولة التشجيعية للفنون الجميلة (ميدالية ذهبية) عن تصميم وتنفيذ قرية «القرنة الجديدة» (النموذجية بالأقصر)، وكان أول معماري يحصل عليها عند تأسيس هذه الجائزة;
- 1959، ميدالية وزارة التربية والتعليم;
- 1960، ميدالية هيئة الآثار المصرية;
- 1967، جائزة الدولة التشجيعية للفنون الجميلة، وكان أول معماري يحصل على تلك الجائزة;[11]
- 1968، وسام العلوم والفنون من الطبقة الأولى.
- 1988، الجائزة التذكارية لكلية الفنون الجميلة بجامعة المنيا.

جوائز عالمية حصل عليها
- 1980، جائزة الرئيس، جائزة آغاخان للعمارة،  باكستان
- 1980، أول فائز بجائزة نوبل البديلة،  السويد
- 1980، جائزة بالزان العالمية  إيطاليا.
- 1984، الميدالية الذهبية الأولى - الاتحاد الدولي للمعماريين في باريس،  فرنسا.
- 1985، الميدالية الذهبية من المعهد الملكي للمعمارين البريطانين،  بريطانيا.
- 1987، جائزة لويس سوليفان للعمارة (ميدالية ذهبية) - الاتحاد الدولي للبناء والحرف التقليدية.
- 1989، جائزة برنامج الأمم المتحدة للمستوطنات البشرية.